# اشتراسه دس ۱۷. یونی

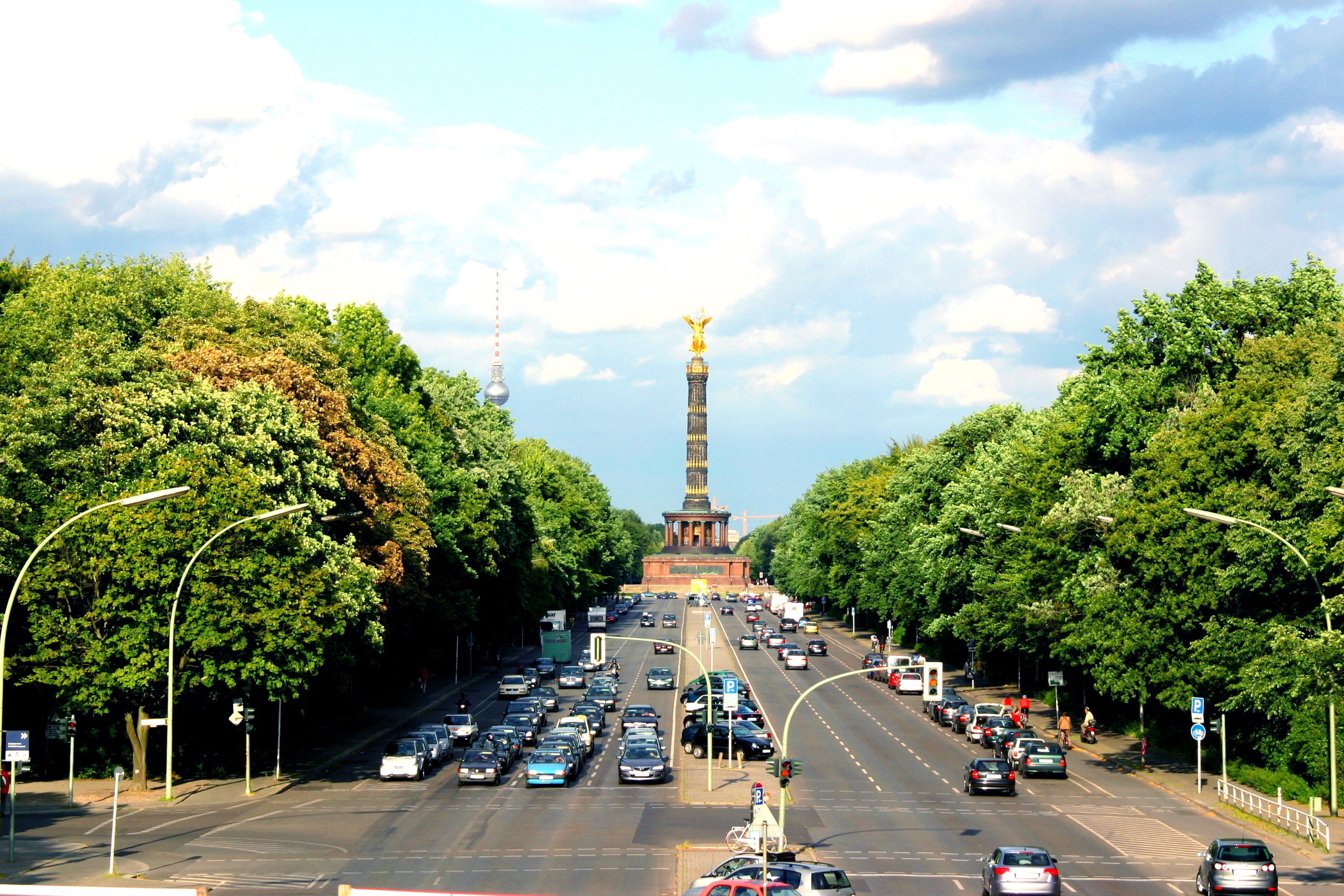

اشتراسه دس ۱۷. یونی یا اشتراسه دس زیبزینته یونی (تلفظ آلمانی: [ˈʃtʁaːsə dɛs ˈziːpˌtseːntən ˈjuːniː]، خیابان هفدهم ژوئن) خیابانی در برلین پایتخت آلمان است در انتهای شرقی خیابان دروازه براندنبورگ قرار دارد.